# أسلوب السرعوف القتالي
أسلوب السرعوف أو أسلوب فرس النبي أو أسلوب صلاة فرس النبي، يعد أسلوب السرعوف أحد فروع الكونغ فو.

## تأسيسه
مؤسس أسلوب السرعوف كان مقاتل تحول إلى راهب شاولين يدعى ونج-لونج وكان أحد الناجين من معبد الشاولين الذي حرق على يد جنود الحكومة أثناء حكم أسرة تشينغ (1644 – 1912 ) و بينما هو في المنفى ينتظر إعادة بناء معبد شاولين قضى ( وونج ) وقته بتحسين مستواه في الكونغ فو و في يوم من الأيام وهو يراقب حشرة ( السرعوف ) تتصارع حتى الموت مع حشرة زير الحصاد لاحظ التقنيات المتقدمة والسرعة الفائقة للسرعوف وقد لاحظ حشرة السرعوف وهي تخدع عدوها بالميل جانبا وتسحبه إلى العراء (أي تجعله مفتوح أمامها) ثم هجمت على حشرة زير الحصاد هجمة سريعة خاطفة وأمسكتها من مخلبها الأمامى حتى انتصرت عليها ومن هذه الملاحظات وغيرها الكثير كون ( وونج ) أسلوب السرعوف.

## أهم تقنياته
- خدعة فرس النبي
- النزول بخطوة مع مد الذراع إلى الإمام
- النمر المتسلق فوق الشجرة
- ضرب أذن الخصم
- مركب وحيد القرن ضد الجبل
- ضربتين بحركتين عكسية
- ادفع اليدين بالتتابع
- ارفع الخطافين
- ادفع راحة اليد مع الخطوة شبه القوسية

وغيرها الكثير من التقنيات.

## مميزات هذا الأسلوب
1. السرعة، وتعني الحركات الرشيقة وتأتي مثل الريح مع مرونة حركات الهجوم والدفاع
2. الصلابة، وحركاتها تعني القوة الشديدة والشراسة وكذلك تندمج في حركاتها المرونة
3. المرونة، تتميز بالهجوم المخادع المتغير في حركاته واتجاهه
4. الثبات، وهي تعني بساطة حركاتها وعدم تكلفها الشكلي كما ان حركاتها تجري في خط واحد وفي مساحة ضيقة

## أنواعه
أسلوب السرعوف الشمالي
أسلوب السرعوف الجنوبي
يختلف الأسلوب الشمالي عن الأسلوب الجنوبي أختلاف جذري.